# Ян Зег
Ян (Йоган) Зег (пол. Jan Zeh; 2 вересня 1817, м. Ланьцут — 25 січня 1897, м. Борислав) — польський та львівський фармацевт, аптекар, піонер (винахідник) промислової нафтопереробки в Україні (Галичині) та світі 1853 р.

## Біографія
Ян Зег народився 2 вересня 1817 року в м. Ланьцуті, у Західній Галичині Коронної землі Королівство Галичини та Володимирії Австро-Угорської імперії (сучасна Польща), в родині Йогана та Христини. Похрещений був місцевим римо-католицьким настоятелем. Батько його був аптекарем, а родина, можливо, була німецького або угорського походження.
Навчався Ян Зег у Дрогобицькій та Самбірській гімназіях. У місті Самборі у 1830-х роках працював учнем в аптеці, де вперше ознайомився з місцевими нафтопродуктами.
З 1844 року вивчав фармацію у Віденському університеті, де 8 серпня 1846 року склав іспит, а наступного дня захистив ступінь магістра фармації.

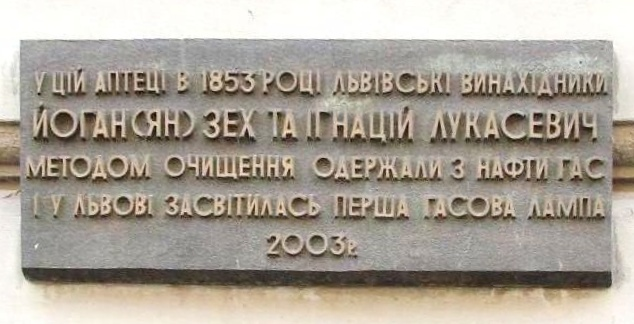
Меморіальна таблиця на стіні приміщення аптеки

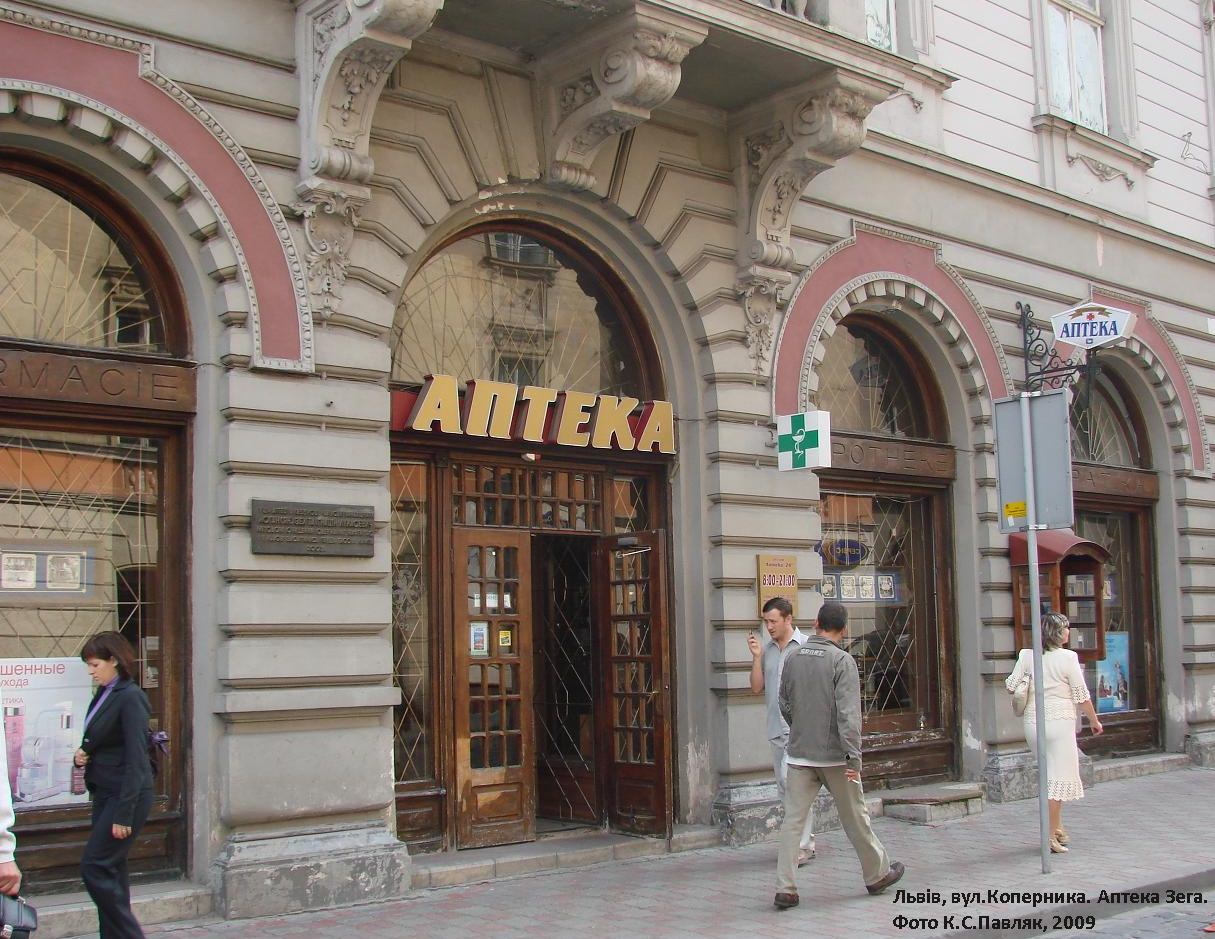
Аптека Міколяша «Під золотою зіркою» на вул. Коперника, 1 у Львові, де Ян Зег працював і здійснив першу у світі дистиляцію нафти

Із 1848 року Ян Зег почав працювати у львівській аптеці Міколяша «Під золотою зіркою», яка на той час була найбільшою у Галичині. Власник аптеки Петро Міколяш у 1852 році створює при аптеці хіміко-фармацевтичну лабораторію, закуповує у дрогобицького підприємця Абрагама Шрайнера, колишнього бориславця, центнер бориславського недосконалого дистиляту гірської нафти з дуже неприємним запахом. Він доручає Йогану Зегу здійснити дистиляцію (ректифікацію) цього продукту до ступеня так званого «Oleum petrae album», що доставлявся в аптеки з Італії і звичайно називався скельна олія (Petreoleum). Після довгих тижнів лабораторних експериментів Ян Зег успішно виконує поставлене завдання — вперше здійснює дистиляцію та очищення нафтової ропи на окремі фракції . Для очищення нафти Ян Зег використав концентровану сірчану кислоту та содовий розчин.
30 березня 1853 року у Львові, в аптеці «Під золотою зіркою» на сучасній вул. Коперника, 1 (тепер інтерактивний музей-кондитерська «Під золотою зіркою»), у бляшаній лампі, виготовленій львівським бляхарем Адамом Братковським, вперше публічно «засвітився» одержаний нафтопродукт, який, як Ян Зег, так і інші називали просто нафтою, що застосовувалася для освітлення. А 31 липня 1853 року у головній львівській лікарні на вул. Личаківській розпочалося освітлення приміщень за допомогою ламп А. Братковського та нафтового дистиляту Зега. Вночі того ж дня за допомогою цього освітлення була вперше у світі проведена складна хірургічна операція лікарем Заорським пацієнтові Владиславу Холєцкому.
Ще 27 травня 1853 року Зег подав до Намісництва у Львові заяву про видачу йому привілею — виключних прав (у сучасному розумінні патенту) на очищення нафти хімічним шляхом. До заяви додано опис винаходу і прохання збереження таємниці цього винаходу та квитанція про оплату в розмірі 40 флоринів конвертованою валютою. Привілей був виданий у Відні 2 грудня 1853 року на ім'я Йогана Зега, магістра фармації у Львові та оголошений у пресі. Про це свідчать документи віденського та львівського архівів. У описі привілею вказується: «Винахід, очищення гірської нафти хімічним способом так, щоб вона завдяки цьому стала придатною до використання у технічних цілях». Тут варто зазначити, що у США дослідження хімічного складу нафти було вперше здійснено і опубліковано професором хімії з Єльського університету Бенджаміном Сілліманом тільки 16 квітня 1855 року.
Ян Зег також почав у лабораторії виготовляти свічки із озокериту та його похідних, про що свідчать архівні матеріали та привілей, виданий у Відні 23 листопада 1853 року.
Після свого винаходу магістр фармації Зег повністю зосередився на подальшій праці в царині нафтопереробки. Він відкрив першу у Галичині у Львові цісарсько-королівської привілейовану (тобто з виключними правами) так звану Камфінфабрику, де дистилював та очищав нафту. А у Львові на вулиці Краківській відкрив крамницю з продажу легкої нафти населенню для освітлення, а також легкої фракції (очевидно, бензину), як рідини для виведення плям з одягу та для інших технічних цілей.
На унікальній фотографії, виконаній до 1867 року, бачимо Зега, а поряд з ним на столі у колбах продукти дистиляції нафти — результат його промислового винаходу. В цей час у Галичині виникають безліч підприємств з переробки нафтових продуктів. Цьому також посприяв офіційний документ — гірничий статут, виданий 23 травня 1854 року австрійським урядом, де, за дозволом влади, дозволявся видобуток нафти приватним особам, а також відмежування земельної власності від гірничої.
У 1854 року на виставці у Мюнхені Йогана Зега було нагороджено похвальною грамотою за досконалий дистилят нафти. У грамоті вказувалося: «Ян Зег, магістр фармації і власник привілею у Львові — Австрія: похвальне визнання за повну дистиляцію скельної олії».
У рапорті (звіті) Торгово-промислової палати у Львові високому цісарсько-королівському міністерству торгівлі, промисловості та громадського будівництва про стан торгівлі та промисловості у регіоні за 1854—1856 рр., виданого окремою книгою в 1859 року вказується, що тут діє «цісарсько-королівська привілегійована Камфінфабрика Йогана Зега» з двома дистиляційними апаратами та двома чанами (посудинами), на якій працювало чотири робітники. Ця фабрика переробила сировини: у 1854 року — 600 центнерів нафти; у 1855 року та 1856 року по 250 ц. З цієї нафти було виготовлено такі продукти переробки: «Asphalt» (нафтовий бітум); «Rectificirtes Brennöl» (ректифікована горюча (освітлювальна) олія); «Steinöl» (кам'яна олія, нафта); «Wagenschmiere» (мастило для возів, вагонів) та «Goudron» (гудрон). Сировина постачалася з Борислава Самбірського повіту, з Коломиї та Богородчан Станіславського повіту. Продукти продавалися більшою мірою у країні, а незначна частина була вивезена на західні кордони країни та до Прусії (Німеччини).
Також вказувалося, що за умов великих капіталів та вищій підприємливості могло б виробництво нафти створити у цьому регіоні вагому виробничу галузь. Згодом так і сталося. У Галичині створилася велика нафто-озокеритна промисловість країни з центром у Бориславі.
До 1858 року Зег доставляв у столицю Австрії Відень достатню кількість нафтового дистиляту для освітлювальних потреб. Ще з 1854 року цей продукт для освітлення, як дешевший, почала використовувати Північна залізниця Австрійської імперії, а на прохання тодішнього директора пошт у Львові, Зег з бориславської нафти виготовляв мастила до поштових возів у формі шматків мила.

### Катастрофа
Зег мріяв про поширення і використання свого винаходу. Та його долю спіткало велике нещастя. 12 лютого 1858 року з фабрики до його магазину у Львові було привезено бочку з нафтопродуктами, яка була пошкоджена, а з неї витікала рідина. Перед крамницею утворилася калюжа. За однією з версій, випадковий перехожий підпалив дистилят, вогонь перекинувся на крамницю, де дружина Зега Дорота (до шлюбу Облочинська) та її 17-річна сестра Герміна, що продавали нафтопродукти, трагічно загинули у вогні.
Шокований катастрофою, Зег на якийсь час припинив успішно розпочату ним справу, проте, уже наприкінці 1858 року він організовує нову крамницю з продажу нафтопродуктів на розі вул. Довгої (сучасна вул. Театральна), навпроти нинішнього театру ім. М. Заньковецької. Про це свідчить реклама у львівській газеті «Przegląd powszechny» від 5 та 8 січня 1859 року. Однак, збільшення згодом переробки нафти іншими підприємцями, як у краю так і за кордоном, та через конкуренцію численних, більших підприємств, спонукало винахідника нафтопереробки та промисловця залишити розпочату ним справу.

### Бориславський період

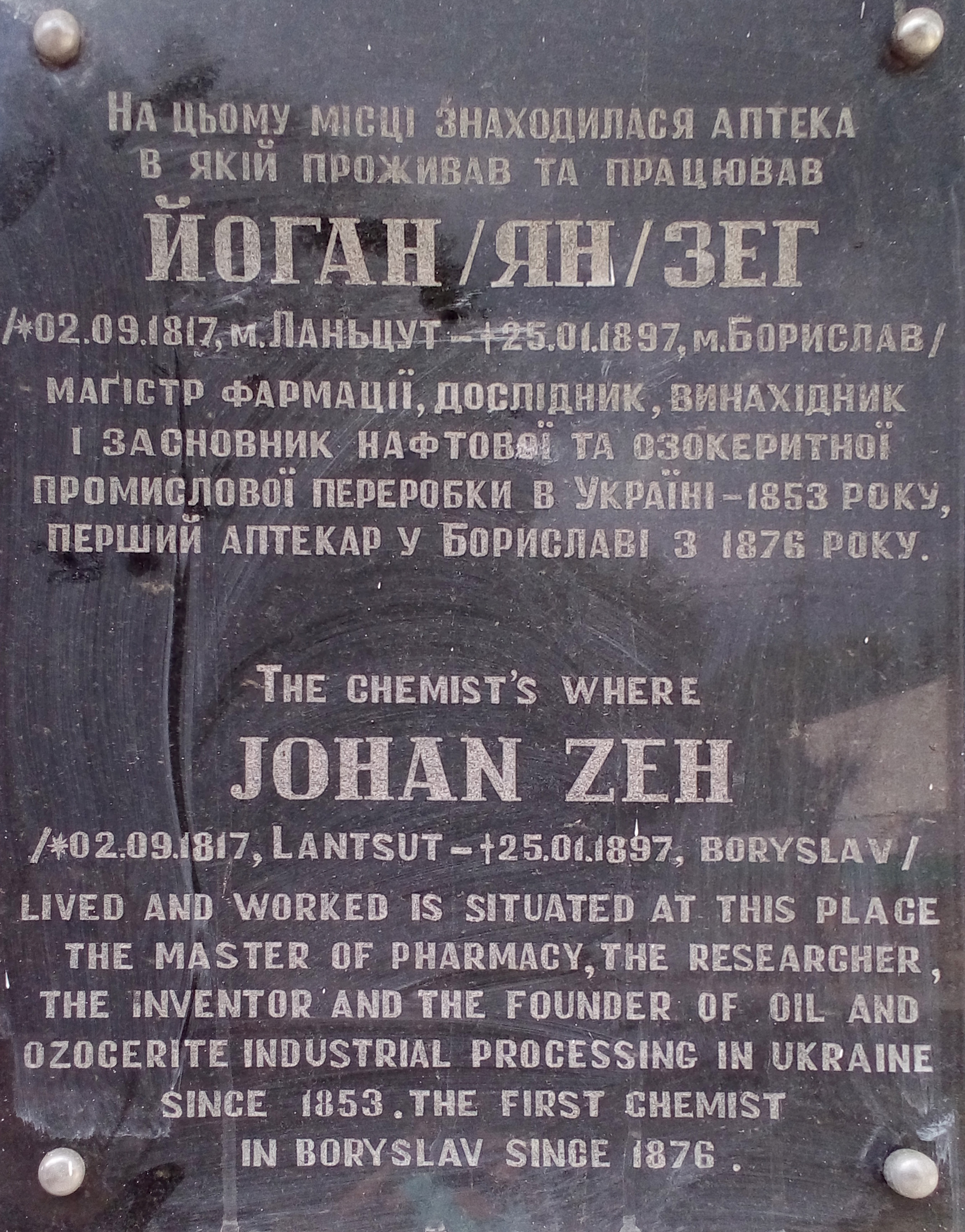

21 серпня 1875 року Зег одержав концесію на створення в Бориславі аптеки на вул. Панській (сучасна вул. Шевченка, 12), яку відкрив у березні 1876 року з назвою «Зірка». Він вдруге одружується, з Марією (третя сестра з Облочинських), з якою у них було двоє дочок, і до останніх своїх днів був власником аптеки у Бориславі. Зег та його родина була в дружніх стосунках з письменником Стефаном Ковалівим. Дружина та дочка Зега були хресними матерями двох дітей С. Коваліва.
Після короткочасної хвороби він помирає 25 січня 1897 року у Бориславі, і похований на колишньому старому цвинтарі, що на розі сучасних вулиць Володимира Великого і Героїв ОУН-УПА. Конкретне місце поховання наразі невідоме.
Власниками аптеки після смерті Зега були: дочка Зега та її чоловік, Александр Хомінський, у 1920-1930 роках — Артур Ротенберг.

### Увічнення пам'яті Зега
У 1973 році, у зв'язку із новою радянською забудовою міста, міська влада м. Борислава знесла будівлю аптеки Зега на тогочасній вулиці Леніна (колишній вул. Панській).
У 13-му томі «Енциклопедії загальної» за 1902 рік на 516 сторінці у статті «Скальна олія» вказується, що промислова розробка з нафтопереробки розпочалася у Галичині з 1853 року, а професор Ягеллонського університету, у Кракові, доктор Тадеуш Естрайхер та професор Вроцлавського університету Казимир Маслянкевич, свої статті про Йогана Зега, відповідно 1934 року та 1955 року, назвали «Забутий піонер нафтової промисловості».
Ім'я Зега повинно посісти заслужене місце в історії нафтово-озокеритної промисловості України, а його життєва та творча діяльність — якнайбільше висвітлена та розповсюджена.
7 вересня 2007 року, з нагоди святкування Дня міста Борислава та Дня працівників нафтової, газової та нафтопереробної промисловості України у місті Бориславі на вул. Шевченка, 12 відбулося урочисте відкриття та посвячення пам'ятної таблиці винахіднику промислової переробки нафти Йогану Зегу з нагоди 190-річчя від дня народження та 110-річчя від дня його смерті.
На пам'ятній таблиці викарбувано напис українською та англійською мовами:
|  | На цьому місці знаходилася аптека, в якій проживав та працював Йоган (Ян) Зег (*02.09.1817, м. Ланьцут — †25.01.1897, м. Борислав) маґістр фармації, дослідник, винахідник і засновник нафтової та озокеритної промислової переробки в Україні — 1853 року, перший аптекар у Бориславі з 1876 року. The chemist's where Johan Zeh (*02.09.1817, Lantsut — †25.01.1897, Boryslav) lived & worked is situated at this place the master of pharmacy, the researcher, the inventor and the founder of oil & ozocerite industrial processing in Ukraine since 1853. The first chemist in Boryslav since 1876. |

Із 28 листопада 2008 року у лівому крилі будинку на вулиці Вірменській, 20 у Львові міститься ресторація-музей «Гасова лямпа» з власною колекцією гасових лямп, біля якої стоїть пам'ятник Яну Зегу авторство створили львівський дизайнер Михайло Москаль та скульптор Володимир Цісарик.
27 січня 2021 р. в м. Бориславі відбулося урочисте відкриття аптеки-музею світового винахідника нафтової промисловості Йогана Зега.
09 грудня 2021 р. в м. Бориславі на вул. Тараса Шевченка, 12, на місці колишньої аптеки під назвою "Зірка", о 10:00 год. відбулося урочисте відкриття пам'ятника винахіднику переробки нафти на нафтопродукти, озокериту на парафін, засновнику нафтово-озокеритної промисловості в Україні та світі 1853 р., першому аптекарю у м. Бориславі з 1876 р., фармацевту Йогану Зегу. Скульптор Роман Кікта, архітектор Михайло Хохонь.